# John Scarlett
John McLeod Scarlett (né le 18 août 1948 à Soutwark à Londres.) fut, du 6 mai 2004 à 2009, Directeur général et Commandant en chef du Secret Intelligence Service.

## Biographie
Cet Écossais, diplômé en Histoire du Magdalen College d’Oxford, parlant couramment l'anglais et le russe, fut membre du SIS de 1970 à 2001, notamment chef de poste à l’ambassade de Moscou de 1991 jusqu’à son expulsion en 1994 par les autorités russes, et directeur du Joint Intelligence Committee de septembre 2001 à 2004.
Il est Chevalier commandeur de l'ordre de Saint-Michel et Saint-George (appellation Sir) en 2007 et officier de l'Ordre de l'Empire britannique en 1987.

## Sources
- (en) Article Wikipedia en anglais consacré à John Scarlett